# Mercedes-Benz W 37
Le Mercedes-Benz W 37, connu sous le nom de L 1000 Express, est apparu en 1929 en tant que variante du modèle Stuttgart 260 avec le même châssis et la même technologie.
Il avait un moteur six cylindres en ligne d'une cylindrée de 2581 cm³, qui produisait 50 ch (37 kW) à 3 400 tr/min. À partir de 1930, la boîte de vitesses à trois rapports est élargie pour inclure une surmultiplication. L'entraînement se faisait par les roues arrière. Les essieux rigides à l'avant et à l'arrière étaient guidés par des ressorts à lames semi-elliptiques. Le véhicule avait un frein de tringlerie pour les quatre roues.
Le L 1000 Express était construit en tant que camion à plateau, fourgon, ambulance avec des corps de Reutter ou de Lueg, minibus de dix places ou véhicule utilitaire léger militaire et il pouvait atteindre une vitesse maximale de 60 km/h.
Le véhicule utilitaire léger militaire pour la Wehrmacht a été construite jusqu'en 1935, les autres types de carrosserie jusqu'en 1936.

## Chiffres de production W 37 (W11)
| Année                     | 1928 | 1929 | 1930 | 1931 | 1932 | 1933 | 1934 | 1935 | 1936 | total |
| ------------------------- | ---- | ---- | ---- | ---- | ---- | ---- | ---- | ---- | ---- | ----- |
| W 37 (W11)-L 1000 Fourgon | 67   | 455  | 358  | 324  | 146  | 178  | 266  | 348  | 233  | 2376  |